# 29845 Wykrota
29845 Wykrota è un asteroide della fascia principale. Scoperto nel 1999, presenta un'orbita caratterizzata da un semiasse maggiore pari a 2,4082179 au e da un'eccentricità di 0,1564304, inclinata di 13,85604° rispetto all'eclittica.
L'asteroide è dedicato ai coniugi e astronomi amatoriali brasiliani Henrique e Zininha Wykrota.